# Papieski Komitet ds. Międzynarodowych Kongresów Eucharystycznych
Papieski Komitet ds. Międzynarodowych Kongresów Eucharystycznych – (łac. Pontificius Comitatus Eucharisticis Internationalibus Conventibus provehendis; wł. Pontificio comitato per i congressi eucaristici internazionali) – jedna z dykasterii Kurii Rzymskiej, powołana przez Leona XIII w 1879 roku, zreorganizowana natomiast 24 grudnia 2009 poprzez nadanie nowego statutu przez Benedykta XVI.
Siedziba komitetu znajduje się w Palazzo San Calisto w Rzymie (strefa eksterytorialna na terenie Włoch).

## Historia
Pierwszy stały Komitet ds. Międzynarodowych Kongresów Eucharystycznych, niebędący jeszcze dykasterią watykańską, powstał we Francji w 1881 za aprobatą papieża Leona XIII. Był on owocem działalności: św. Pierre-Juliena Eymarda, bł. Antoine Chevriera, Leona Duponta, Gaston-Adriena de Ségur oraz Émilie Tamisier. Na przełomie XIX i XX wieku pielgrzymki eucharystyczne, czy też pobożne nawiedzanie miejsc związanych z kultem eucharystycznym przerodziło się w kongresy, które zaczęto nazywać kongresami eucharystycznymi. Komitet organizował międzynarodowe kongresy eucharystyczne, których celem było krzewienie wiary w realną obecność Chrystusa w Eucharystii oraz pobudzanie pobożności eucharystycznej kleru i wiernych. Po II wojnie światowej Komitet międzynarodowy wszedł pod bezpośrednią zwierzchność Stolicy Świętej, a jego działania podejmowane były zgodnie z istniejącym w Kościele katolickim przedsoborowym ruchem odnowy liturgicznej. Komitet otrzymał rangę papieskiego za pontyfikatu Jana Pawła II w 1986, natomiast 24 grudnia 2009 nowy statut komitetowi nadał Benedykt XVI.

## Obecny zarząd komitetu
- Przewodniczący: o. Corrado Maggioni SMM
- Członkowie: kard. Marc Ouellet PSS, kard. Stanisław Ryłko, kard. Robert Sarah, kard. João Braz de Aviz, kard. Beniamino Stella, abp Rino Fisichella, bp Brian Farrell LC, o. Wojciech Giertych OP, o. Juan Javier Flores Arcas OSB, prof. Guzmán Carriquiry Lecour
- Sekretarz: o. Vittore Boccardi SSS